# Spark Matsunaga
Spark Masayuki Matsunaga (8. oktober 1916 i Kukuiula på Hawaii – 15. april 1990 i Toronto, Canada) var en amerikansk politiker. Han repræsenterede Hawaii og Det demokratiske parti både i USAs senat og Repræsentanternes hus. Han kom ind i Senatet i 1977, efter at have repræsenteret Hawaii i Repræsentanternes hus fra 1971 til 1977. Han døde af prostatakræft i 1990.
Matsunaga blev såret to ganger under 2. verdenskrig mens han kæmpede sammen med 442nd Regimental Combat Team. Efter militæret tog han en uddannelse fra Harvard Law School.